# Teutonia Riemke
Teutonia Riemke (offiziell: Sportverein Teutonia 1919 Bochum-Riemke e. V.) ist ein Sportverein aus dem Bochumer Stadtteil Riemke. Der Verein wurde im April 1919 gegründet. Die erste Handballmannschaft der Frauen spielte zwei Jahre in der Bundesliga. Die erste Fußballmannschaft der Männer spielte ein Jahr in der höchsten westfälischen Amateurliga.

## Geschichte

### Handball
Die Handballerinnen der Teutonia schafften im Jahre 1998 den Aufstieg in die 2. Bundesliga Süd. Zwei Jahre später wurde die Mannschaft Vizemeister hinter der DJK/MJC Trier, bevor die Teutonia 2001 dank der besseren Tordifferenz gegenüber der DJK Augsburg-Hochzoll in die Bundesliga aufstieg. Nach einem elften Platz in der Saison 2001/02 folgte ein Jahr später der Abstieg mit gerade mal 1:47 Punkten. Der einzige Punktgewinn wurde im Derby gegen Borussia Dortmund erzielt. Im Jahre 2006 folgte der Abstieg aus der 2. Bundesliga und vier Jahre später wurde in der Regionalliga die Qualifikation zur neuen 3. Liga verpasst. Seitdem treten die Teutonia-Handballerinnen in der viertklassigen Oberliga Westfalen an.
Die Männermannschaft der Teutonia gehört mit mehreren Unterbrechungen seit den 1980er Jahren der viertklassigen Oberliga Westfalen an. Der größte Erfolg war die Vizemeisterschaft hinter der TSG Herdecke im Jahre 1983. Am 21. November 1984 machte sich die Handballabteilung selbständig. Im Jahre 2013 gelang der Wiederaufstieg in die Oberliga, nachdem sich die Teutonia in zwei Aufstiegsspielen gegen die Sportfreunde Loxten durchsetzen konnten. Am Tag vor dem Hinspiel trat Teutonia-Spieler André Bergermann als Kandidat in der ProSieben-Show Schlag den Raab an und verlor nur knapp gegen den Showmaster Stefan Raab.

### Fußball
Die Fußballer der Teutonia wurden 1947 Meister der Bezirksklasse Bochum, scheiterten aber in der Aufstiegsrunde zur Landesliga am BV Brambauer und dem Hörder SC. Ein Jahr später wurden die vom Ex-Nationalspieler Ernst Kuzorra trainierten Teutonen Vizemeister der Bezirksklasse hinter der SG Wattenscheid 09. In der folgenden Aufstiegsrunde verpassten die Riemker nach einem 1:2 im Wiederholungsspiel gegen den VfB 07 Weidenau zunächst den Aufstieg. Auf Verbandsbeschluss wurde die Mannschaft nachträglich in die Landesliga aufgenommen, die damals die höchste Amateurliga Westfalens bildete. In der folgenden Saison stieg die Mannschaft unglücklich ab. Da die Teutonia zehn Spiele mit einem Tor Unterschied verlor, fehlte am Saisonende ein Punkt zum Klassenerhalt.
Nach dem direkten Wiederaufstieg spielten die Teutonen zwei Jahre in der 2. Landesliga Westfalen, um nach dessen Auflösung im Jahre 1952 in die höchste westfälische Spielklasse zurückzukehren. Zwei Abstiege in Folge brachten die Mannschaft 1954 in die Kreisklasse, bevor zwei Aufstiege in Folge die Teutonen 1956 zurück in die Landesliga hievten. Diese war nach der Einführung der Verbandsliga im gleichen Jahr nur noch viertklassig. Im Jahre 1961 kehrte die Teutonia nach zwei weiteren Abstiegen in Folge in die Kreisklasse zurück. Seitdem spielen die Teutonen, abgesehen von Bezirksligagastspielen in der Saison 1975/76, von 1979 bis 1981 sowie von 1984 bis 1986, nur noch auf Kreisebene. 
Im Jahre 2013 stieg die erste Mannschaft in die Kreisliga B ab und zog während der Saison 2015/16 seine Mannschaft aus dieser zurück. Nach einigen Jahren in der Kreisliga C gelang 2020 der Aufstieg in die Kreisliga B. Im Mai 2023 löste der Verein seine Fußballabteilung auf.

## Persönlichkeiten
- Tobias Fleckstein
- Silke Gnad
- Ernst Kuzorra
- Willi Vordenbäumen
- Dariusz Wosz